# Јукатански црни дрекавац
Јукатански црни дрекавац (Alouatta pigra) је врста примата (Primates) из породице пауколиких мајмуна (Atelidae).

## Распрострањење
Ареал врсте покрива средњи број држава.
Врста је присутна у Гватемали, Белизеу и Мексику.

## Станиште
Станишта врсте су шуме, мочварна подручја и речни екосистеми.
Врста је по висини распрострањена до 3.350 метара надморске висине.

## Угроженост
Ова врста се сматра угроженом.